# Hisato Izaki
Pour les articles homonymes, voir Izaki.
Hisato Izaki (伊崎央登, Izaki Hisato), né le 17 mai 1984, est un acteur japonais. Il est connu pour son rôle de Takeishi Mikami dans Crows Zero et Crows Zero II. Il est membre du groupe Flame, avec son frère Yūsuke Izaki, qui joue Manbu Mikami.